# Dennis M. Ritchie

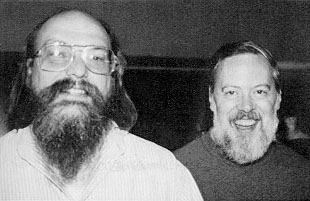
Ken Thompson és Dennis Ritchie

Dennis MacAlistair Ritchie (Bronxville, New York állam, 1941. szeptember 9. – Berkeley Heights, New Jersey, 2011. október 12.) amerikai számítógéptudós. Legismertebb a C programozási nyelv kifejlesztéséről, és a Unix kifejlesztésében is komoly érdemei voltak.
Hatással volt, illetve van a ALTRAN-ra, B-re, BCPL-re, C-re, a Multicsra és végül a Unixra, amelyet Ken Thompsonnal közösen fejlesztett.
Fizikát és alkalmazott matematikát tanult, diplomáját a Harvard Egyetemen szerezte. Pályáját 1967-ben a Bell Labs' Computing Sciences Research Centernél kezdte, végül a Lucent Technologies' System Software Research Department vezetője volt, 2007-es nyugalomba vonulásáig.
1983-ban Ken Thompsonnal közösen Turing-díjat kapott az operációs rendszerek általános elmélete, valamint a Unix megalkotása és implementációi terén végzett munkásságáért.

## Fontosabb művei
- Unix programozók kézikönyve (1971)
- A C programozási nyelv – néha K&R-ként hivatkoznak rá 1978, (magyarul megjelent: Műszaki kiadó, 1994) Brian W. Kernighannel közösen

### Magyarul
- B. W. Kernighan–D. M. Ritchie: A C programozási nyelv; ford. Siegler András; Műszaki, Bp., 1985
- Clovis L. Tondo–Scott E. Gimpel: C programozási gyakorlatok. Megoldások Brian W. Kernighan és Dennis M. Ritchie A C programozási nyelv című könyvének feladataihoz; ford. Siegler András; Műszaki, Bp., 1988
- Brian W. Kernighan–Dennis M. Ritchie: A C programozási nyelv. Az ANSI szerint szabványosított változat; ford. Molnár Ervin; Műszaki, Bp., 1996